# (16254) Harper
(16254) Harper (2000 HZ53) – planetoida z pasa głównego asteroid okrążająca Słońce w ciągu 4,83 lat w średniej odległości 2,86 j.a. Odkryta 29 kwietnia 2000 roku.